# Monica Vitti
Monica Vitti, eredeti neve Maria Louisa Ceciarelli (Róma, 1931. november 3. – Róma, 2022. február 2.) olasz színésznő. Az 1950-es évek közepétől filmez. Michelangelo Antonioni filmdrámáiban nyújtott alakításai révén vált világhírűvé. Az 1960-as évek közepétől átváltott a vígjátékokra, és hazája első számú – tulajdonképpen egyetlen igazi – női komikusa lett. Legnépszerűbb filmjei az 1960-as, 1970-es években készültek.

## Pályafutása

### A kezdetek
Monica Vitti pontos születési dátuma bizonytalan: egyes források szerint nem 1931-ben, hanem 1933-ban született. Elvégezte a római Színművészeti Akadémiát, ahol 1953-ban kapott diplomát. Az olasz fővárosban, illetve Milánó és Genova színházaiban játszott, és tévés megbízásokat vállalt. A világot jelentő deszkákon olyanok rendezték őt, mint Franco Zeffirelli és Michelangelo Antonioni. Utóbbi egy vígjátékban figyelt fel Monicára. Közös színházi együttműködésük legsikeresebb állomása John Van Druten I am a camera című darabjának színrevitele volt. Filmen Antonioni először szinkronfeladatot bízott Monicára: az 1957-es A kiáltásban ő volt Dorian Gray olasz hangja. (Később Pier Paolo Pasolini A csóró egyik szereplőjének hangját szintén Vittivel szinkronizáltatta.)
A fordulatot Antonioni A kaland című alkotása jelentette Vitti számára. A modern filmművészet ezen darabjában, amelyhez a cannes-i filmfesztivál történetének egyik legzajosabb botránya is fűződik, Monica a női főszereplőt keltette életre. Claudia talán a legszebb nőalak Antonioni filmjeiben, és ez nem utolsósorban Vitti hallatlanul érzékeny játékának köszönhető. A látszólag cselekménytelen filmben Monica az érzelmek széles skáláján játszik, arcának rezdüléseivel hihetetlenül sok mindent képes kifejezni. A Mester újabb remekében, Az éjszaka című drámában mellékszerepet alakított: egy unatkozó, gazdag lányt, aki láthatóan belefásult a jólétbe, de lázadás nélkül elviseli azt. A napfogyatkozásban Vittoriát, egy újabb, érzelmileg labilis nőfigurát formált meg, aki számára az Alain Delon megformálta szereplő sem jelent menekvést magánélete problémái elől. Különösen érdekes volt a szerepformálása a Vörös sivatagban, amely Antonioni első kísérlete volt a színes filmmel. A Vitti által játszott neurotikus Giuliana számára elviselhetetlennek tűnik a sivár, egyhangú ipari város, Ravenna, az alkalmazkodást pedig a körülötte lévőkkel szembeni érzelmi problémái is nehezítik. A Vörös sivatag érdekes vonása még, hogy amíg a korábbi Antonioni-filmekben a szereplők egymáshoz való viszonyának ábrázolása dominált, addig itt előtérbe került a főhős és környezete kapcsolatának bemutatása.
- Vittoria szerepében A napfogyatkozás című filmben
- Giuliana szerepében a Vörös sivatag című filmben

### A komika
Monica átnyergelése a drámákról a komédiákra egyáltalán nem hirtelen történt: már az Antonioni-filmek idején is vállalt vígjátéki felkéréseket, de ezek a produkciók eleinte alkalmi kitérőknek tűntek csupán. A manapság inkább erotikus botrányfilmjeiről ismert Tinto Brass szatírája, A repülő csészealj jelentette a fordulópontot: ebben Monica először játszott Alberto Sordival, aki egyik kedvenc partnere és rendezője lett. A csalfa nőkről szóló két szkeccsfilm, a Cicababák és a Tündéri nők közül az előbbi volt a híresebb, köszönhetően az olasz cenzúra álszent felháborodásának. A tekintélyes rendező, Joseph Losey – egy évvel megelőzve Roger Vadim híres Barbarella című filmjét – egy képregényhősnő, Modesty Blaise szerepét bízta Vittire. A színésznő élvezettel komédiázott a szerepben, de a film nem lett túl sikeres, és sokan úgy vélték, Monicához se illett a szerep. Kirobbanó sikert aratott viszont Mario Monicelli Lány pisztollyal című filmjében mint a szicíliai Assunta, aki hűtlen csábítója után utazik Londonba, hogy megölje a férfit. Alberto Sordi rendezése, a Szerelmem, segíts! újabb sikert hozott a színésznőnek. 
A drámával sem szakított teljesen: több komédiájának is van drámai vonulata. Példaként említhető Ettore Scola Féltékenységi dráma című filmje, melyben Marcello Mastroianni és Giancarlo Giannini mellett ő a szerelmi háromszög csúcsa, vagy akkori élettársa, Carlo Di Palma operatőr rendezése, a Teresa, a tolvaj. Luigi Magni irányítása alatt a híres operahősnő, Tosca szerepét is eljátszotta. A Ninì Tirabusciò: la donna che inventò la mossa című filmben ugyancsak dalra fakadt. Főszerepet vállalt Jancsó Miklós első olasz filmjében, A pacifista című drámában is. A várva várt közös munka a magyar rendezővel azonban mindkét fél számára csalódást okozott, ráadásul a témájában a korát megelőző alkotás megbukott. Örömmel tett eleget Luis Buñuel felkérésének, és kicsiny szerepet játszott A szabadság fantomja című filmben. A Magyarországon is jól ismert Éjfélkor indul útjára a gyönyör című vígjátékban egy temperamentumos nőt alakított, akit azzal vádolnak, hogy egy vita hevében megölte férjét. Partnerei: Vittorio Gassman, Claudia Cardinale és ismét Giancarlo Giannini. Ellenállhatatlanul komédiázott mint válni készülő feleség a Narancsos kacsasült című vígjátékban nagyszerű partnere, Ugo Tognazzi oldalán. Alakításáért több díjat is kapott. 
Díjjal ismerték el szerepformálását mint bigámista feleség a Szerelmeim című filmben is. André Cayatte Államérdek című rendezésében ismét a drámai műfaj felé tett kitérőt, ahová Antonioni is visszacsábította Az oberwaldi titok női főszerepével. A Jean Cocteau-műből készült hosszadalmas kamaradráma ma már leginkább arról nevezetes, hogy Antonioni a videotechnika lehetőségeivel kísérletezett benne. 1986 óta Vitti mint docens ténykedik a Silvio D’Amico Színházművészeti Akadémián. Megpróbálkozott a rendezéssel is, de a Titkos botrány című filmje nem lett sikeres se a kritika, se a közönség körében. 1997-ben II. János Pál pápa magánkihallgatáson fogadta őt, valamint Sordit és Gassmant: a három művész lemezfelvételt készített a Szentatya 1957 és 1975 között írt verseiből.
- Tina Candela szerepében az Éjfélkor indul útjára a gyönyör című filmben
- Lisa Stefani szerepében a Narancsos kacsasült című filmben

Magánélete mentes volt a botrányoktól. Hosszabb ideig élt együtt előbb Antonionival, majd Carlo Di Palma operatőrrel. Az 1980-as évektől kezdve a nála 16 évvel fiatalabb Roberto Russo rendező volt a társa, akihez 1995-ben feleségül ment.

## Filmjei

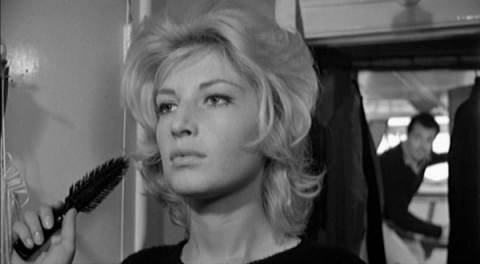
Claudia szerepében A kaland című filmben

- 1954: (Ridere! Ridere! Ridere!) (nincs feltüntetve a stáblistán)
- 1954: (Una pelliccia di visone) (nincs feltüntetve a stáblistán)
- 1955: (Adriana Lecouvreur)
- 1957: A kiáltás (Il Grido) (csak szinkronhang) (nincs feltüntetve a stáblistán)
- 1958: (Mont Oriol) (tévésorozat)
- 1958: (Le Dritte)
- 1960: A kaland (L’avventura)
- 1961: Az éjszaka (La notte)
- 1961: A csóró (Accattone) (csak szinkronhang) (nincs feltüntetve a stáblistán)
- 1962: (Le Notti bianche) (tévéfilm)
- 1962: A napfogyatkozás (L’eclisse)
- 1962: (Les Quatre vérités)
- 1963: Svéd kastély (Château en Suède)
- 1963: (Follie d’estate)
- 1963: Borsos drazsé (Dragées au poivre)
- 1964: (Alta infedeltà) (A La Sospirosa című epizódban)
- 1964: Vörös sivatag (Il deserto rosso)
- 1964: A repülő csészealj (Il Disco volante)
- 1965: Cicababák (Le Bambole)
- 1966: Tündéri nők (Le Fate: a Fata Sabina című epizódban)
- 1966: Modesty Blaise (Modesty Blaise)
- 1967: (Ti ho sposato per allegria)
- 1967: Siess, ölj meg! Fázom… (Fai in fretta ad uccidermi… ho freddo!)
- 1968: Lány pisztollyal / Szerelem szicíliai módra (La ragazza con la pistola)
- 1968: A skarlátruhás nő (La femme écarlate)
- 1968: Az erényöv (La cintura di castità)
- 1969: Szerelmem, segíts! (Amore mio aiutami)
- 1970: Féltékenységi dráma (Dramma della gelosia – tutti i particolari in cronaca)
- 1970: (Ninì Tirabusciò: la donna che inventò la mossa)
- 1970: Párok (Le Coppie: az Il frigorifero és az Il leone című epizódokban)
- 1970: A pacifista (La Pacifista)
- 1971: Nászéjszaka a börtönben (La supertestimone)
- 1971: (Noi donne siamo fatte così)
- 1972: Teresa, a tolvaj (Teresa la ladra)
- 1972: (Gli ordini sono ordini)
- 1972: Vadnyugati Casanova (Si può fare… amigo)
- 1973: Tosca (La Tosca)
- 1973: (Polvere di stelle)
- 1974: A szabadság fantomja (Le fantôme de la liberté)
- 1975: Narancsos kacsasült (L’anatra all’arancia)
- 1975: Éjfélkor indul útjára a gyönyör (A mezzanotte va la ronda del piacere)
- 1975: (Qui comincia l’avventura)
- 1976: (La Goduria)
- 1976: (Basta che non si sappia in giro!…) (A Macchina d'amore és a L’equivoco című epizódokban)
- 1977: (Mimì Bluette … fiore del mio giardino)
- 1977: A pap és az örömlány (L’altra metà del cielo)
- 1978: (Per vivere meglio, divertitevi con noi)
- 1978: Államérdek (La raison d'état)
- 1979: Vad ágyak (Letti selvaggi)
- 1979: Szerelmeim (Amori miei)
- 1979: Egy majdnem tökéletes kaland (An Almost Perfect Affair)
- 1980: A féltékenység tangója (Il Tango della gelosia)
- 1980: (Non ti conosco più amore)
- 1981: Szállodai szoba (Camera d’albergo)
- 1981: Az oberwaldi titok (Il mistero di Oberwald)
- 1982: Tudom, hogy tudod, hogy tudom (Io so che tu sai che io so)
- 1982: Nem örökkön, nem örökké (Scusa se è poco)
- 1983: Flört (Flirt)
- 1986: (Francesca è mia)
- 1989: Titkos botrány (Scandalo segreto) (íróként és rendezőként is!)
- 1991: Ma tu mi vuoi bene? (tévésorozat)

## Díjak és jelölések

### Arany Oroszlán díj
- 1995 életműdíj a filmművészet 100 éves jubileuma alkalmából

### BAFTA-díj
- 1961 jelölés A kaland, a legjobb külföldi színésznő

### David di Donatello-díj
- 1971 díj Ninì Tirabusciò: la donna che inventò la mossa, legjobb színésznő (megosztva Florinda Bolkannal)
- 1974 díj Polvere di stelle, legjobb színésznő (megosztva Sophia Lorennel)
- 1976 díj Narancsos kacsasült, legjobb színésznő
- 1979 díj Szerelmeim, legjobb színésznő
- 1984 különdíj
- 1989 Alitalia-díj

### Ezüst Medve díj
- 1984 díj Flört

### Ezüst Szalag díj
- 1962 díj Az éjszaka, legjobb női mellékszereplő
- 1969 díj Lány pisztollyal, legjobb színésznő
- 1976 díj Narancsos kacsasült, legjobb színésznő

### San Sebastián-díj
- 1968 díj Lány pisztollyal, legjobb színésznő